# Национальная библиотека Аргентины
Национальная библиотека Аргентинской Республики (исп. Biblioteca Nacional de la República Argentina) — крупнейшая библиотека Аргентины и одна из важнейших в Америке. Она располагается в городе Буэнос-Айрес, в районе Реколета.

## История

### Публичная библиотека Буэнос-Айреса
Первоначально называвшаяся Публичной библиотекой Буэнос-Айреса она была основана в сентябре 1810 года согласно декрету Первой хунты Аргентины, первого независимого правительства страны. В 1884 году библиотека пересмотрела свою миссию, официально сменив название на Национальную библиотеку Аргентины. Первоначально же библиотека располагалась в старом особняке XVIII века, принадлежавшем иезуитам, который находился на углу улиц Морено и Перу в историческом здании иезуитов, известном как Мансана-де-Лас-Лусес.
Мариано Морено, первый директор библиотеки, предложил её создание в рамках мер по созданию и росту публичной осведомлённости о происходящем в политической и общественной жизни страны. Первоначальные пополнения собрания библиотеки тесно переплетались с борьбой за независимость. Так оно формировалось за счёт экспроприированной личной коллекции епископа Орельяны, патриотических пожертвований Луиса Хосе Чорроарина, Мануэля Бельграно и из Ратуши Буэнос-Айреса и Королевского колледжа Сан-Карлос. Среди директоров библиотеки в XIX веке выделялись такие видные общественные деятели в Аргентине, как Маркос Састре, Карлос Техедор, Хосе Мармоль, Висенте Кесада, Мануэль Трельес и Хосе Антонио Уайльд.

### Национальная библиотека
Когда Буэнос-Айрес стал столицей Республики, Публичная библиотека Буэнос-Айреса стала Национальной библиотекой, а Уайльд был назначен её директором. Но он находился на этой должности недолго вследствие своей внезапной смерти в результате болезни. Поль Груссак сменил Уайльда на посту директора. Груссак создал методическую систему классификации, основанную на библиографической модели Брюне, предпринял каталогизации рукописных книг, а также стал издавать 2 примечательных журнала: «La Biblioteca», ставший одним из самых престижных литературных журналов, и «Los Anales de la Biblioteca».

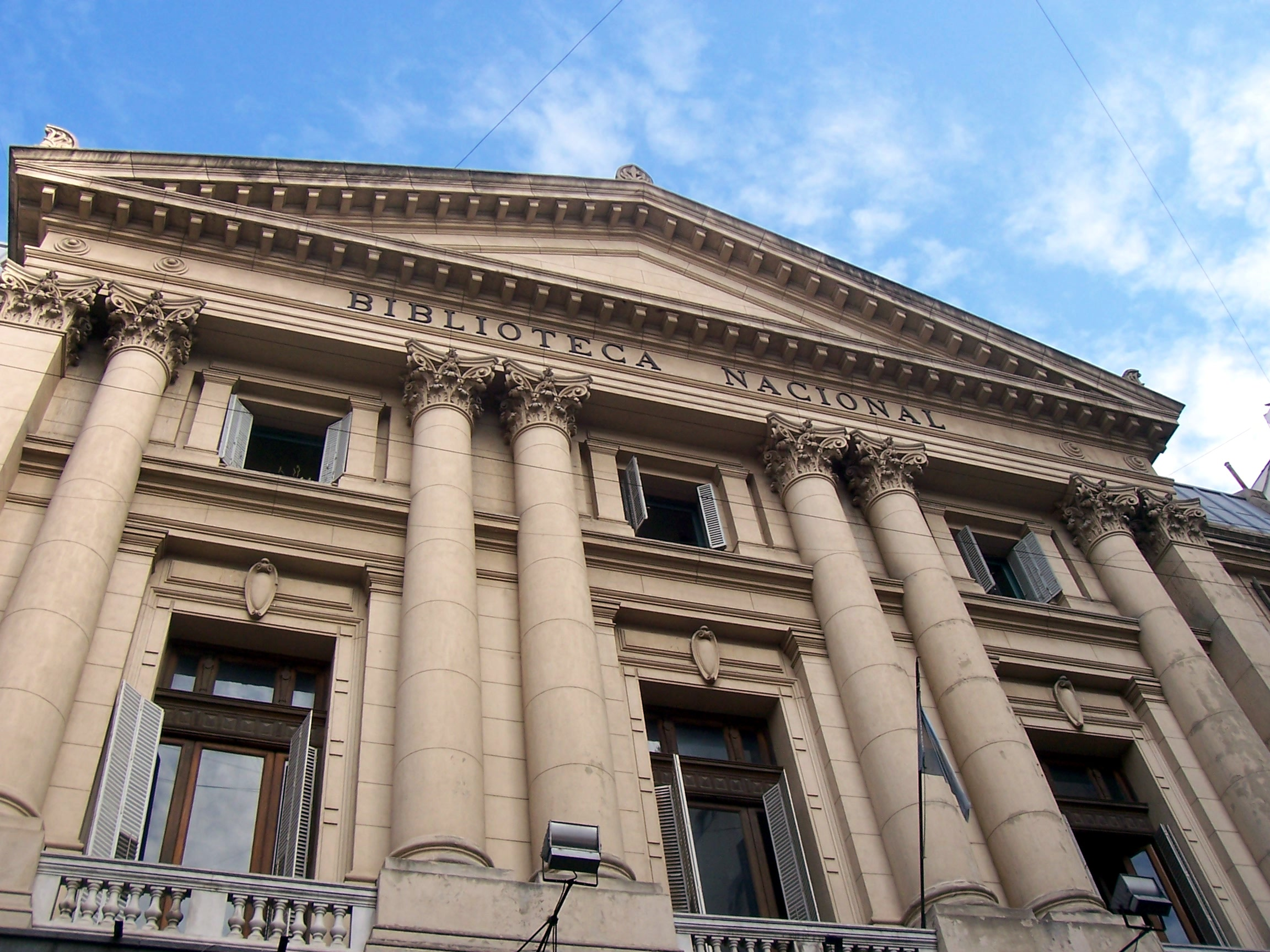
Бывшее главное здание библиотеки

Другой важной вехой в истории библиотеки стало открытие нового здания на улице Мексики (в районе Монсеррат) в 1901 году, которое первоначально предназначалось для проведения Национальных лотерей. За время 40-летнего управления Груссака библиотека значительно пополнила свои фонды за счёт множества важных пожертвований, включая личную коллекцию Анхеля Хустиниано Каррансы, 18 600 томов от видного правоведа Амансио Алькорты и коллекцию Мартина Гарсии Мероу, со входившими в неё ценными документами о времени основания города Буэнос-Айрес. Примечательно, что как и у прошлого директора Мармоля и у будущего — Хорхе Луиса Борхеса, у Груссака развилась слепота. Он оставил место директора библиотеки за несколько лет до своей смерти в 1929 году.
В 1931 году 18-м директором библиотеки стал видный писатель Густаво Мартинес Сувирия, который поставил перед собой задачу модернизации услуг библиотеки и пополнению её собраний. Среди множества покупок и пожертвований, совершённых во время его управления, выделяется покупка коллекции Фулче-Дельбоска.
Следующим директором библиотеки стал всемирно известный аргентинский писатель Хорхе Луис Борхес. Он управлял делами библиотеки совместно с вице-директором Эдмундо Хосе Клементе с 1955 по 1973 год. Вскоре после своего назначения Борхесу не порекомендовали читать и писать из-за проблем со зрением.

### Новое здание
Новое здание библиотеки было возведено на месте бывшего дворца, в котором жила семья Перонов. Оно представляет собой Т-образную функциональную бетонную конструкцию в стиле брутализма, пользовавшегося популярностью в 1960-е годы. Дворец Перонов по политическим мотивам был снесён в 1958 году, в 1961-м был разработан проект. Однако строительство началось лишь в 1971 году, а открыто новое здание библиотеки было и вовсе 10 апреля 1992 года.